# البحش (حفاش)

تعديل مصدري - تعديل

البحش هي إحدى قرى عزلة الذارى بمديرية حفاش التابعة لمحافظة المحويت، بلغ تعداد سكانها 176 نسمة حسب تعداد اليمن لعام 2004.